# 弗雷迪·默丘里
弗雷迪·默丘里（英語：Freddie Mercury，1946年9月5日—1991年11月24日），原名法鲁克·布尔萨拉（英語：Farrokh Bulsara），印度裔英國男唱作人，以摇滚乐队皇后乐队的主唱和鋼琴手身份最为出名。作为一个表演者，他以华丽的风格和跨四个八度的嗓音闻名。作为一个创作者，他写了一些皇后乐队最广为流传的歌曲，如、和等。除了作为皇后乐队的成员，他还有自己的个人演唱事业，也偶尔担任制作人和其他艺人的客座（唱歌或钢琴）。1991年11月24日，在他公开自己的愛滋病病情仅一天后，因其引发的支气管肺炎去世。
默丘里出生於東非尚吉巴，血統為帕西人（印度波斯人），在出生地和印度度过了青少年时代。他被称为“英国的第一位亚裔摇滚巨星”。2002年，在BBC举办的“最伟大的100名英国人”的票选活动中，默丘里排名第58位。2006年，《时代周刊》亚洲版提名他为过去60年间最有影响力的亚裔英雄之一。他持续不断地被票选为流行音乐史上最伟大的歌手之一。2005年，在美国电视台MTV2和杂志《Blender》组织的票选中默丘里被选为史上最伟大的男性歌手。2008年，《滚石杂志》编辑把他列为“100名史上最伟大的歌手”第18位。2009年，在《Classic Rock》杂志的票选中他被选为史上最伟大的摇滚歌手。音乐指南网站Allmusic称他为“摇滚史上最伟大的艺人之一”，拥有“所有音乐中最伟大的声音之一”。

## 早年
1946年9月5日，弗雷迪·默丘里出生于東非的英国保护国尚吉巴（现属坦桑尼亚）。父親博米·布尔萨拉（Bomi Bulsara）和母親杰·布尔萨拉（Jer Bulsara）都是帕西人，出身英屬印度的孟买管辖区古吉拉特邦。家姓布尔萨拉来源于古吉拉特邦南部的小镇名字布勒萨（现名瓦萨德）。作为帕西人，他的全家信奉琐罗亚斯德教。布尔萨拉一家因为父亲在英国殖民署的出纳工作搬到桑给巴尔。1952年，他的妹妹卡什米拉（Kashmira）出生。

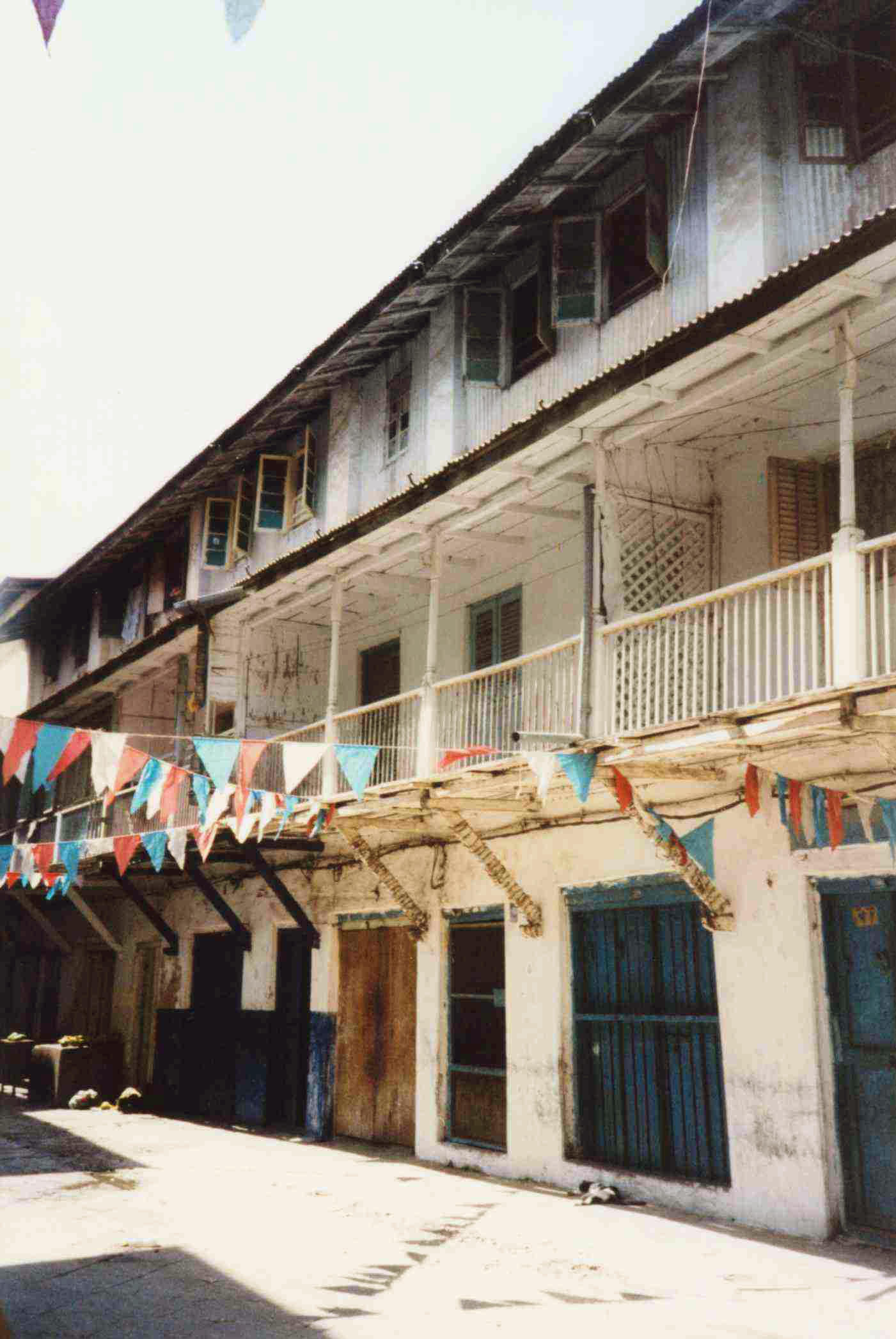
默丘里早年在尚吉巴的住处

默丘里在印度度过了大部分童年时光，从7岁开始上钢琴课。1954年，8歲的他被送去就讀英式寄宿男校聖彼得学校，位于靠近孟买的潘奇加尼。宝莱坞歌手拉塔·曼吉茜卡在当时对默丘里在音乐方面影响很大。 12岁时，他组建了一個名叫的校园乐队，担任鍵盤手，翻唱一些摇滚歌手如克里夫·理查德和小理查德的作品。當时的一個朋友形容他「有著詭異能將收音機裡音樂在鋼琴上重現的能力」。也就在圣彼得上学时，他開始自稱「弗雷迪」（Freddie）。1963年2月，他讀完了中學後回到尚吉巴和父母一起住。
1964年，桑给巴尔革命爆發，17歲的默丘里和家人為逃避戰亂，搬到位于倫敦明德塞克斯菲尔顿的一幢小房子里。他進入了西倫敦的艾爾沃思工艺学院（現西泰晤士學院）主修藝術。最後，他在伊令藝術大學（现西伦敦大学伊令校区）取得了藝術與圖形設計的學士學位。默丘里一生都保持著出生时的英國公民身份。
畢業後，默丘里陸續加入了一些樂隊，並在西倫敦的肯辛頓市场和女友玛丽·奥斯丁一起賣二手衣服維生。他也在希斯羅國際機場打工。當时的朋友回憶他是「一个安靜害羞但對音樂有強烈興趣的年輕人」。 1969年，他加入了主要在利物浦活动的Ibex乐队，该乐队后来更名为乐队。他在利物浦酒吧楼上的公寓里短暂地住过一段时间。這個樂隊失败後，默丘里加入了第二個樂隊（酸奶海）。然而在1970年初，這個樂隊也解散了。
1970年4月，他加入了由吉他手布萊恩·梅和鼓手羅傑·泰勒組成的，當時名為的两人乐队。加入後，他把乐队名字改为（皇后樂隊），尽管其他成员和三叉戟录音室对此有保留意见。他日后提到這個自己所取的乐队名说：「我當然知道其中有同性戀的意味在，但那只是其中一面而已。」大約在這個時候，他將自己的姓改為「默丘里」（Mercury）。

## 音樂生涯

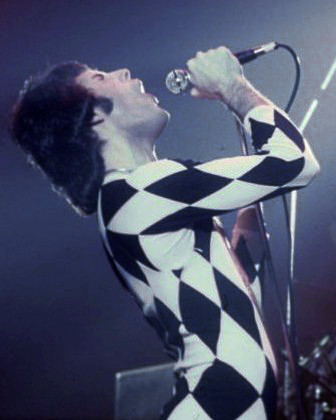
1978年的弗雷迪·默丘里

### 所受影響
小時居住在印度的他接觸過很多印度音樂。其中一個影響他的歌手是寶萊塢電影歌手拉塔·曼吉茜卡，他曾去看過現場。在搬到英國後，他也喜歡聽吉姆·克羅斯（Jim Croce）、何許人合唱團（The Who）、貓王（Elvis Presley）、齊柏林飛船（Led Zeppelin）、滾石合唱團（The Rolling Stones）、吉米·亨德里克斯（Jimi Hendrix）、約翰·藍儂（John Lennon）披頭四（The Beatles）等音樂。另一個他特別喜愛的歌手是麗莎·明尼利（Liza Minnelli）。他提到：「《歌廳》是我一個早期的靈感來源。我實在非常愛麗莎·明尼利。她傳遞她樂曲的方式──是一種純粹的力量」。另外，他也喜歡歌劇，可以在《Bohemian Rhapsody》（波希米亞狂想曲）、《巴塞羅那》等作品中見到這一點。

### 創作
默丘里创作了皇后乐队第一張精选集17首歌曲中的10首：、和。
他最显著的特点是创作了许多属于不同音乐类型的歌曲，包括洛卡比里、前卫摇滚、重金屬音樂、福音音乐及迪斯科等等。他在1986年的一次采访中解释道：“我讨厌重复做同样的事情。我想看看现在在音乐、电影和戏剧界中发生了什么，然后把它们都整合在一起。”和其他流行乐创作者不同的是，默丘里倾向于写音乐性复杂的作品。例如是一个循环结构，包含了几十个和弦。他也创作了专辑中的6首歌，涉及许多变调和复杂的内容。而则只用了几个和弦。虽然默丘里经常创作错综复杂的和声部分，但他声称自己幾乎不會读乐谱。他的大部分作品都是在钢琴上作曲的，运用到各种不同的调号。

### 歌唱

弗雷迪·默丘里的音域

尽管默丘里平常說話的声音自然地落在男中音的范围，但他的歌多落在男高音的音域范围内。他的音域跨四个八度，从男低音的2到女高音的6。真声最高到男高音的5。传记作者大卫·布莱特如此形容他的声音：“在几小节之内从低沉沙哑的摇滚嗓转换到温柔明亮的男高音，然后到尖尖的完美的花腔，音域的最高部分像水晶般纯净。”曾和默丘里合作过專輯的西班牙歌剧女高音蒙特賽拉特·卡芭葉说：“弗雷迪和其他幾乎所有搖滾歌手的最大不同處在於他的卖点是自己的聲音。”她还补充道：“他的技巧惊人，对速度的把握完全没问题。他歌唱时有很精准的节奏感，音高很准确，能毫不费力地从一个音转到另一个音。他也有很棒的乐感。他对歌词的把握微妙精细，时而甜美悦耳，时而充满力量。他能恰当地表达每一个词的感情色彩和细微差别。”在皇后乐队后期的现场中，默丘里经常改变歌曲的高音，用和弦中低一些的音代替。据说默丘里有声带小结，他声称自己从未接受过正式的声乐训练。墨裘瑞天生患有先天性多牙症，比常人多了不少牙齿，他自己覺得他唱歌的特有音色和寬廣音域因这些牙齿所賜，因此不敢動牙齒和口顎矯形手術。

### 现场演出

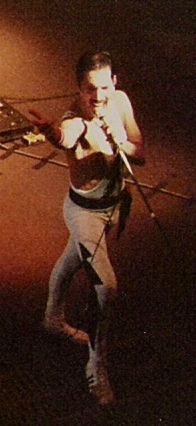
弗雷迪·默丘里在1984年的现场演出

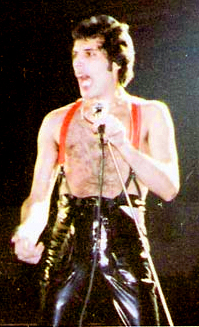
1979年现场表演中的默丘里和他标志性的无底座话筒支架

默丘里的现场演出非常著名，通常是在世界各地的大体育场中进行。他的风格高度戏剧化，引发人群的积极参与。《旁觀者》杂志形容他为“用各种夸张放肆版本的自己去戏弄观众，震惊观众，最终迷住观众的表演者。”參加了弗雷迪·默丘里致敬演唱会並與皇后乐队錄製歌曲的歌手大衛·鮑伊称赞他的演出风格：“在所有戲劇搖滾歌手中，弗雷迪遠遠超過了其他所有人...他超越了極限。我只親眼見過演唱中的他一次，結果，確實就像傳說中的，他是一個能將觀眾掌握在手心裡的男人。”皇后的吉他手布莱恩·梅写道默丘里能“让体育场最后一排的最后一个人感到和他联系在一起”。
他最有名的演出之一是皇后乐队在1985年的拯救生命演唱会上的亮相，让整个体育场的約72000名观众一起拍手、摇摆和齐唱。皇后的該场演出在日後不斷被票选為摇滚史上最伟大的现场。2005年，一位批评家回顾该演出时写道：“那些编纂伟大的摇滚前台人名单的人，把最前几个位子授予米克·贾格尔、罗伯特·普兰特等人，都犯了糟糕的疏忽。弗雷迪以拯救生命演唱会上酒神戴奥尼索斯式的表现轻易地证明了他是他们中最接近神的一位。”
職業生涯中默丘里作为皇后乐队成员在世界各国一共舉行了約700場演唱会。皇后演唱会的一個特點是其規模庞大。他曾提到：「我們是搖滾乐坛的塞西爾·德米爾，永遠想把事情做得更大更好。」皇后乐队也是第一個在南美体育場演出的團體，1981年在巴西圣保罗莫伦比体育场的演出打破了观众人数的世界纪录。1986年，皇后乐队在铁幕另一边的布达佩斯为80,000名观众演出，是东欧有史以来最大的摇滚演出之一。默丘里作为皇后乐队成员的最后一场现场在1986年8月9日英格兰的科内博沃斯公园举行，观众多达约300,000人。

### 樂器

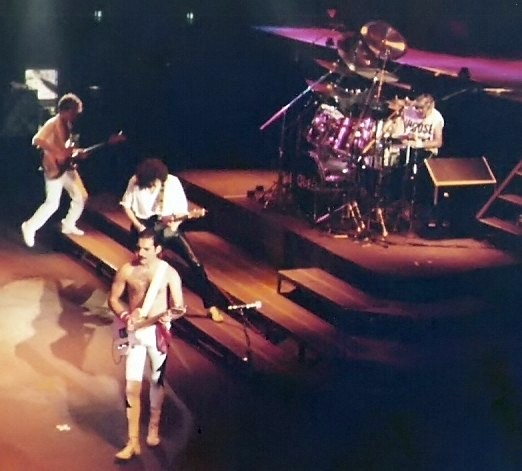
1984年皇后乐队在德国法兰克福的演唱会，默丘里在台上弹奏吉他。

默丘里到9岁为止在印度接受了正规的钢琴教育，后来住在伦敦时学习了吉他。很多他喜爱的音乐是以吉他主导的：当时他最爱的音乐人和团体有谁人乐队（The Who）、披头士乐队（The Beatles）、吉米·亨德里克斯（Jimi Hendrix）、大卫·鲍伊（David Bowie）和齐柏林飞艇（Led Zeppelin）。他经常自贬自己弹奏这两种乐器的技术，从1980年代早期开始在皇后和他自己的单人作品中常雇佣客座键盘手。
他在很多皇后乐队最热门的歌曲中弹奏钢琴，如《Killer Queen》、《Bohemian Rhapsody》、《Good Old Fashioned Lover Boy》、《We Are the Champions》、《Somebody To Love》和《Don't Stop Me Now》。他弹奏大三角钢琴，偶尔也用其他键盘乐器如大键琴。1980年代后，他也在录音室中时常使用合成器。皇后的吉他手布莱恩·梅说默丘里不觉得自己琴艺精湛，随着时间推移他彈奏鋼琴的頻率也下降了，因為他認為站起來在台上与觀眾互動更為重要。雖然他为吉他部分作曲，但默丘里自己只掌握了基本的吉他彈奏技巧，他提到吉他時說：「我從來沒去努力成为一個吉他英雄，因為我根本不會彈他媽的吉他啊！」（I've made no effort to become a guitar hero because I can't play the fucking guitar!）像《Ogre Battle》和《Crazy Little Thing Called Love》这样的歌曲是在吉他上作曲的，默丘里在后者的录音室版本和现场演出中都自己弹奏了原声吉他。

### 个人生涯
除了作为皇后乐队的一员，默丘里发行了两张个人专辑和几首单曲。尽管他的个人作品商业上没有大部分皇后的专辑成功，但这两张专辑和几首单曲都打入了英国音乐榜前十。他的首次个人作品包括参与理查德·沃尔夫的混音作品《Love Kills》以及弗里茨·朗1927年的电影《大都会》的新原声带。这首乔吉奥·莫罗德尔制作的歌曲首发后在英国音乐榜上排行第十。

## 個人生活

### 個人交往
1970年代早期，他透过吉他手布莱恩·梅结识了玛丽·奥斯丁（Mary Austin），并与之维持了一段长期稳定的恋爱关系，与她在西肯辛顿同居了几年。然而，到1970年代中期，他与美国男性录音师的親密關係而最终导致他与玛丽分手。默丘里和玛丽仍然维持了多年的亲密友谊，他经常將她称为他唯一真正的朋友。在1985年的一次采访中，默丘里谈及玛丽：“我所有的情人们都问我他们为什么无法取代玛丽的位置，但这根本不可能发生。我拥有的唯一朋友是玛丽，我不想要其他任何人。对于我，玛丽是我法律上的妻子。对于我，这是一段婚姻。我们信任彼此，对我来说这就够了。”他也写了几首关于玛丽·奥斯丁的歌，其中最著名的是《Love of My Life》（我生命中的至爱）。按他的遗愿，他將自己的伦敦的房子等等都留給了她，而不是当时的恋人吉姆·赫顿（Jim Hutton），说：“你本会成为我的妻子，这些不管怎样都本属于你。”默丘里也是玛丽的长子理查德的教父。瑪麗·奧斯汀目前依然和自己的家人住在默丘里留給她位於肯辛頓的住家。
1980年代早期到中期，他与奥地利女演员芭芭拉·瓦伦丁（Barbara Valentin）交往，她在皇后的《It's a Hard Life》的MV中出镜。
1985年，他开始了与理发师吉姆·赫顿（1949-2010）的交往，他是默丘里的最后一任同性恋人。赫頓在1990年查出HIV阳性，在默丘里生命中的最后六年中与他住在一起，在他生病的时候照料他，在他去世时陪伴在他的床边。赫顿稱默丘里去世时仍戴着自己送给他的婚戒。赫顿在1995年永久遷居到了愛爾蘭共和國。他曾參加2000年举办的一项關於默丘里的傳記計劃──《Freddie Mercury, the Untold Story》，並在默丘里60歲冥誕當天接受了《泰晤士報》（The Times）的訪問。后于2010年1月1日死于癌症。

### 性取向
虽然一些评论家说默丘里向公众隐瞒自己的性取向，但另一些人说他是“公开的同性恋”。1974年12月，当被《新音乐快递》(NME)杂志直接问道“弯的感觉怎样？”，他回答道：“你这个狡猾的母牛，让我这么说吧，我有年轻无经验的时候。这是男生们要经历的东西。学校里男生之间的恶作剧也有我参与的一部分。我不会继续说得更详细了。”1967年，仅仅在这次采访的7年前，21岁以上成年男性之间的同性性行为在英国已非刑事化了。1980年代，他经常在公开场合与他的同性伴侣吉姆·赫顿保持距离。1986年10月，《太阳报》声称默丘里“承认自己有一系列和同性的一夜情”。
在他的音乐生涯中，记者们常把他华丽的台风与他的性取向联系起来。戴夫·迪克逊(Dave Dickson)为《Kerrang!》杂志写的1984年皇后乐队在温布利体育馆的演出评论中，甚至把他形容为“装腔作势、撅着嘴的妓女(posing, pouting, posturing tart)”。1992年，《Gay Times》杂志的约翰·米歇尔（John Marshall）表达了以下观点：“默丘里是一个‘舞台女王’，不怕向公众表达他的男同特质，但不愿分析或为自己的‘生活方式’辩护......就好像弗雷迪·默丘里在对全世界说：‘我就是我，又如何？’”一位为网络男同性恋报纸供稿的作者感觉公众对这件事太幼稚了：“当他在很多方面过于使自己的职业生涯陷入不利境地（‘我和水仙花的同性恋程度一样，我亲爱的 (I am as gay as a daffodil, my dear)’是他最著名的话之一），他的性取向几十年来似乎被仔细的观众和专家们的脑袋所忽略。”（注：对默丘里的引用不是准确的原话）

### 性格
雖然他在舞台上全然外放，但許多人提到他在不演出的时候很內向害羞，特别是处于不熟悉的人中间时，他也很少接受采访。 他曾經這樣提到自己：“當我在表演時我很外向，但內心裡其實是一個徹底不同的人”。在台上，默丘里沐浴在观众的爱中。科特·柯本在他著名的自杀遗书中提到，他如何既羡慕又嫉妒默丘里所享受的观众的喜爱和崇拜。
1987年，知道自己感染上艾滋病病毒的几个月后，默丘里在西班牙伊维萨岛的派克酒店（Pikes Hotel）庆祝了自己的41岁生日。他在这样的隐居中找到慰藉，一个酒店店主的密友描述他为“我一生中见过的最美的人，如此愉快而慷慨。(the most beautiful person I've ever met in my life. So entertaining and generous.)”据传记作者莱斯利-安·琼斯所说，默丘里“在那里自在畅快。他有时打网球，躺在游泳池边，晚上冒险去奇怪的同性恋俱乐部或酒吧。”9月5日的生日派对被描述为“在地中海岛屿地区见过的最惊人的放纵”，大约有700人参加。派对上的生日蛋糕是高迪圣家堂的形状，但原来的蛋糕坍塌了，被一个两米长的海绵代替，上面有默丘里的歌《巴塞罗那》的音符。呈现给皇后乐队经理吉姆·毕奇（Jim Beach）的账单包括232个打碎的玻璃杯。

## 疾病与死亡
默丘里多年来没有向公众透露自己感染HIV病毒的情况。
皇后乐队因1984年在南非太阳城举办演唱会，打破了联合国对南非种族隔离的联合抵制运动而广遭谴责。为此皇后乐队被联合国列入破坏抵制运动艺术家名单中（此名单还包括罗德·斯图尔特和現狀合唱團乐队），被很多杂志如《新音乐快递》批判。布莱恩·梅回应批评：“……我们乐队不是政治性的——我们为任何想来听的人演奏。”乐队把部分版税捐给了一所聋盲学校。
2006年，一个叫做“伊斯兰动员和传播”（Islamic Mobilization and Propagation）的组织请愿桑给巴尔政府文化部，要求取消默丘里六十岁诞辰的大规模庆祝活动。该组织对原计划的庆祝有诸多不满，坚称默丘里不是一个真正的桑给巴尔人，而同性恋行为不符合伊斯兰教法，声称“桑给巴尔与默丘里联系在一起有辱这个属于伊斯兰教的岛屿”。原计划的庆祝最终取消了。
據吉姆·赫頓表示，默丘里於1987年4月被檢驗出罹患HIV病毒。這時候，默丘里仍然在訪問中否認自己為HIV帶原者。雖然他否認，但在最後四年中，由於他日益憔悴的外型、皇后樂隊不再舉行巡迴演唱及昔日戀人透露給小報的消息等等，英國媒體依然瘋狂的追蹤他的健康狀況。在其死前，幾乎隨時隨地受到狗仔隊的跟拍。其中《太陽報》（The Sun）刊登了許多文章聲稱他已患有愛滋病。
1990年開始，關於默丘里健康狀況的傳言更加的盛行。同年2月18日舉辦的1990年全英音樂獎上，皇后樂隊獲得傑出音樂貢獻獎，默丘里與其他三位團員皆出席了典禮，而此時的默丘里看起來明顯消瘦了許多。
1991年6月，在結束了與皇后合唱團的音樂工作後，默丘里回到了肯辛頓的家中休養。在默丘里最後的日子中，瑪麗·奧斯汀經常前來他的家中並陪伴在他身邊。同時由於愛滋病病發階段的急遽惡化，默丘里的雙眼因為巨細胞病毒已開始出現失明的症狀，身體也虛弱到無法下床。
1991年11月22日，默丘里打電話給皇后乐队的經紀人吉姆·畢奇，請他來自己在倫敦肯辛頓的住家，準備發表一個公開聲明。11月23日，以下這篇聲明以默丘里的身分公開發表了：
|  | 隨著過去兩週來媒體大幅的報導揣測，我在此證實我已被檢測出HIV陽性以及愛滋病。過去我認為將此保密可保護我身邊人的隱私。然而，現在已經到了該讓我的朋友及歌迷知道真相的時刻了。我希望大家可以和我的醫生以及全世界共同努力，一起對抗這種可怕的疾病。我一直很注重個人隱私，我也以很少受訪而聞名。請理解這一政策將繼續下去。 |

然而在隔日，1991年11月24日晚，默丘里因愛滋病引起的支氣管肺炎去世了，得年45歲。雖然他已經很多年都沒有參加宗教活動，但他的葬禮是以瑣羅亞斯德教（祆教）儀式進行。艾爾頓·強、大衛·鮑伊與皇后合唱團的其他三名團員和瑪麗·奧斯汀跟吉姆·赫頓都出席參加了葬禮。葬禮結束後他被下葬在肯薩爾綠野公墓（Kensal Green Cemetery）。
依照其遺言，默丘里將大部分的財產（包括他的房產和音樂版權費）留給了瑪麗·奧斯汀，而剩餘部份的則由默丘里的父母與妹妹以及皇后乐队的其他三名成員獲得。默丘里的廚師喬·法内利（Joe Fanelli）、私人助理彼得·佛瑞史東（Peter Freestone）以及吉姆·赫頓各獲得了50萬英鎊，司機泰瑞·吉丁斯（Terry Giddings）獲得了10萬英鎊。

## 影响

### 致敬

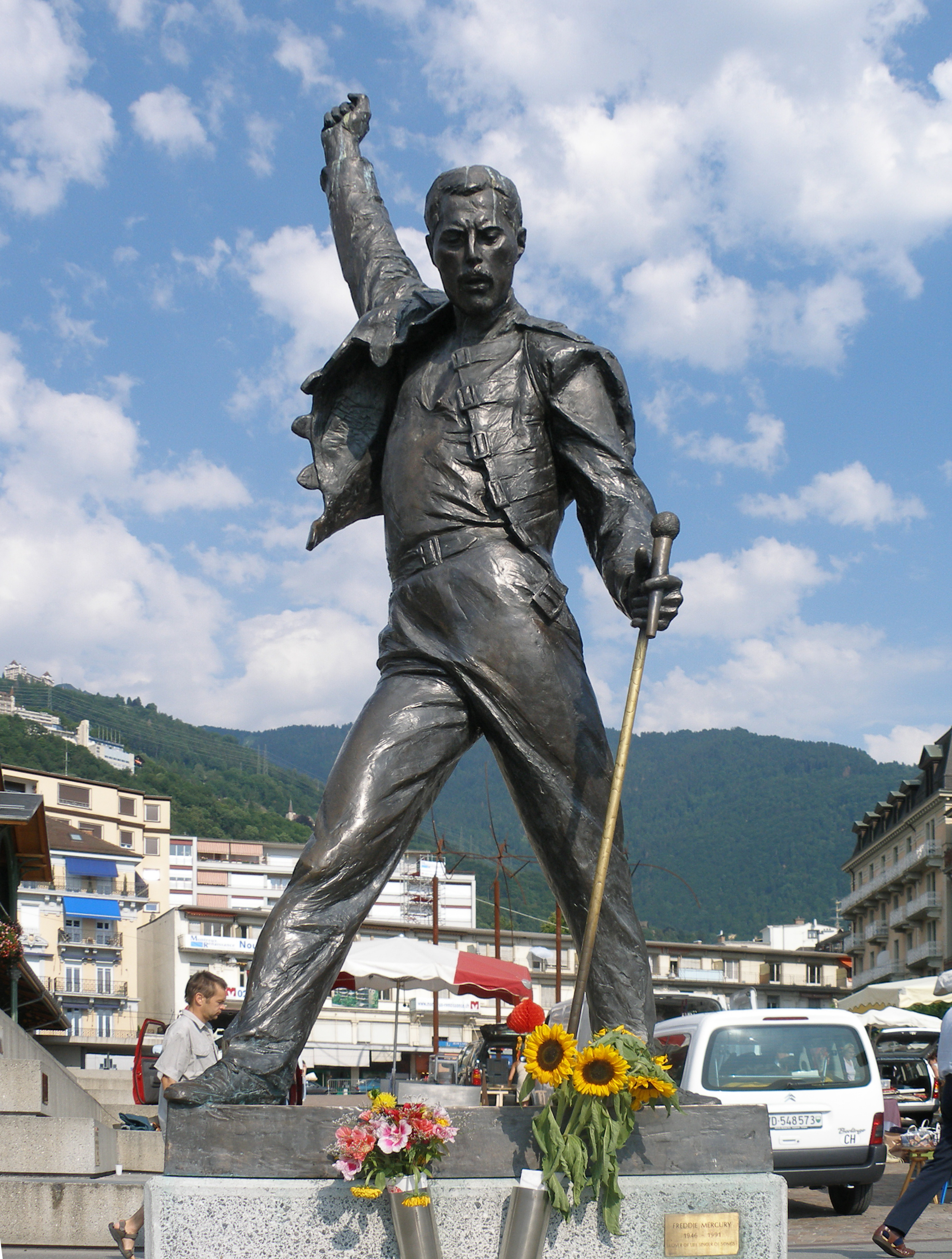
瑞士蒙特勒莱芒湖畔的默丘里雕像

在瑞士蒙特勒有一座默丘里的雕像，约10英尺高（3米），遥望着莱芒湖。它于1996年11月25日由默丘里的父亲和蒙特赛拉特·卡芭叶揭幕，乐队成员布莱恩·梅和罗杰·泰勒也出席了仪式。从2003年起，世界各地的粉丝于每年九月的第一个周末（“弗雷迪·默丘里蒙特勒纪念日”）聚集在瑞士致敬这位歌手。2010年6月1日，Bearpark And Esh Colliery乐队在雕像下演出。2009年，一块匾在默丘里1964年与家人搬到英国时的住处菲尔顿揭幕。
1999年，英国皇家邮政发行了印有“舞台上的默丘里”图案的邮票，属于千禧年系列邮票。
2002年5月，在伦敦西区多米尼恩剧院的门口竖立起一座默丘里的雕像。该剧院的主要节目是皇后乐队和本·埃尔顿的音乐剧《We Will Rock You》。
2011年，默丘里的65岁诞辰，谷歌把当日的Google Doodle献给他，内容是一段动画配以默丘里的歌曲《Don't Stop Me Now》。
2012年，枪与玫瑰乐队在他们入驻摇滚名人堂仪式的讲话中，引用了“已故的伟大的弗雷迪·默丘里”的《We Are the Champions》中的歌词“我已鞠躬谢幕，你们为我带来名誉和财富，以及一切随之而来的东西，我感谢你们全部。”（I've taken my bows, my curtain calls, you've brought me fame and fortune and everything that goes with it, and I thank you all.）
2012年伦敦奥运会闭幕式致敬了皇后乐队和默丘里，播放了一段重新修复的影片，内容为默丘里在1986年温布利体育场演出中和观众互动的场面，2012年的观众积极回应。紧接着是皇后乐队和歌手洁西J（Jessie J）合作表演的《We Will Rock You》。

### 愛滋病史上的重要性
身为第一位公開宣告罹患愛滋病及去世的主流摇滚巨星，默丘里的死在该病种的历史上有重要地位。1992年4月，乐队的剩余成员创办了默丘里凤凰信托，并于1992年4月20日举办了《弗雷迪·默丘里致敬演唱会：为提高对愛滋病的认识》以庆祝默丘里的人生和影响力，为愛滋病研究集资。默丘里凤凰信托至今已经为各个愛滋病慈善机构集资几百万英镑。该致敬演唱会在伦敦的温布利球场举办，观众人数为72,000人，有许多重量级嘉宾亮相：罗伯特·普兰特（齐柏林飞船主唱）、罗杰·达特利（The Who主唱）、Extreme乐队、埃尔顿·约翰、金屬製品、大卫·鲍伊、安妮·蓝妮克丝、東尼·艾歐密（黑色安息日吉他手）、枪与玫瑰、伊丽莎白·泰勒、乔治·迈克尔、威豹乐队、席尔、丽莎·明尼利（以及透过卫星出场的U2乐队）。伊丽莎白·泰勒称默丘里是“一位杰出非凡的摇滚明星，如彗星劃过天际般出现在我们的文化图景中。”该演唱会在76个国家中广播直播，估计听众数量为1亿。

## 作品目录
- 《Mr. Bad Guy》 (1985)
- 《Barcelona》 （与蒙特赛拉特·卡芭叶合作，1988）

## 脚注

### 引用英语原文
1. ↑  原文：
2. ↑  原文：
3. ↑  原文：
4. ↑  原文：
5. ↑  原文：
6. ↑  原文：
7. ↑  原文：
8. ↑  原文：

### 出处
1. ↑  Birth certificate 的存檔，存档日期2008-02-28. mr-mercury.co.uk
2. ↑  . Inout Star.   [2010-07-11]. （原始内容存档于2011-08-10）.
3. ↑  Independent 2006
4. ↑  Dance: Deux the fandango via Internet Archive.
5. 1 2  RollingStone.com – 100 Greatest Singers of All Time （页面存档备份，存于）.
6. 1 2 3  Januszczak 1996.
7. 1 2  Fitzpatrick 2006.
8. ↑  list （页面存档备份，存于） of Blender and MTV2's "22 Greatest Voices" (archived at www.amiannoying.com).
9. ↑  Classic Rock, "50 Greatest Singers in Rock", May 2009
10. ↑  Greg, Prato. . AllMusic.   [2011-01-24]. （原始内容存档于2012-04-17）.
11. ↑  "Linda B" 2000.
12. ↑  Sky 1992，第8–9頁
13. ↑  Das 2000.
14. ↑  .   [2013-10-21]. （原始内容存档于2010-08-08）.
15. 1 2  Jones 1998.
16. ↑  Fitzpatrick, Liam. . 時代雜誌. 2006  [2012-04-28]. （原始内容存档于2011-05-23）.
17. ↑  Hodkinson 2004，第2,61頁.
18. 1 2  O'Donnell 2005.
19. ↑  Jones, Lesley-Ann, , Touchstone, 2012-07-03, ISBN 9781451663976
20. ↑  Davis 1996，第1,10頁
21. ↑  Hodkinson, Mark, , Omnibus Press: 117, 1995, ISBN 0-7119-6012-7
22. ↑  . Musicblog.merseyblogs.co.uk. 2008-08-08  [2014-02-08]. （原始内容存档于2014-04-26）.
23. ↑  Skala 2006.
24. ↑  Highleyman 2005.
25. ↑  SutcliffeHinceMack 2009，第22頁
26. ↑  . AllMusic.   [2014-09-27]. （原始内容存档于2015-04-10）.
27. 1 2 3  Wenner 2001.
28. 1 2  Queen 1992.
29. ↑  Aledort 2003.
30. ↑  Coleman 1981.
31. ↑  Evans, David; Peter Freestone, , London: Omnibus: 108–9, 2001  [2013-11-13], ISBN 0-7119-8674-6, （原始内容存档于2015-04-10）
32. 1 2 3  Soto-Morettini, D., , A & C Black, 2006, ISBN 978-0713672664
33. ↑  Bret 1996，第26頁.
34. 1 2 3 4 5  Cain 2006.
35. ↑  Rush 1977b.
36. ↑  . www.yahoo.com.   [2019-02-19]. （原始内容存档于2019-03-30） （美国英语）.
37. ↑  Blaikie 1996.
38. ↑  Ressner 1992
39. ↑  Dr. Brian May, CBE. Guitarist. . Googleblog.blogspot.com. 2011-09-04  [2014-02-09]. （原始内容存档于2015-04-10）.
40. ↑  Minchin 2005.
41. ↑  BBC News 2005b.
42. 1 2  Harris 2005.
43. ↑  Bret 1996，第91頁.
44. ↑  . Books.google.com.   [2014-09-27]. （原始内容存档于2015-04-10）.
45. ↑  Jones 1999.
46. 1 2  Longfellow 2006
47. ↑  Lights! Action! Sound! It's That Crazy Little Thing Called Queen （页面存档备份，存于） Circus Magazine. Retrieved 29 June 2011
48. ↑  Rees & Crampton 1999, p. 809.
49. ↑  Teckman 2004, part 2.
50. ↑  Hauptfuhrer 1977.
51. ↑  Austin, Mary; Freddie Mercury. .  與Midge Ure的访谈. 2011-11-12  [2011-11-12].  BBC Radio 4. （原始内容存档于2015-04-10）.
52. ↑  Wigg 2000.
53. ↑  . Queenarchives.com. 1991-11-25  [2011-01-09]. （原始内容存档于2011-08-12）.
54. ↑  Freddie's Loves (Channel 5) documentary
55. 1 2  Hutton 1994.
56. ↑  Sweeney, Ken. . Irish Independent (Dublin). 2010-01-04  [2010-08-27]. （原始内容存档于2015-04-10）.
57. ↑  Landesman 2006
58. 1 2  BBC News 2006
59. ↑  Do I Look Like I'm Dying Of Aids? Fumes Freddie. The Sun. 18 October 1986.
60. ↑  . Queen Cuttings.   [2013-08-29]. （原始内容存档于2007-10-07）.
61. ↑  Urban & &nt;not dated>
62. ↑  Urban & <not dated>
63. ↑  Webb, Julie. . New Musical Express. 1974-03-12  [2013-09-16]. （原始内容存档于2010-12-21）.
64. ↑  Das 2006.
65. ↑  Myers 1991.
66. ↑  Rolling Stone Readers Pick the Best Lead Singers of All Time (2.Freddie Mercury) （页面存档备份，存于） Rolling Stone. Retrieved 5 July 2011
67. ↑  Jackson, Laura. . Little, Brown Book Group. 2011-10-06: 187–190  [2013-04-09]. ISBN 978-0-7481-2907-2.
68. 1 2  Husband, Stuart. . The Independent, accessed via HighBeam Research. 2002-08-04  [2013-04-09]. （原始内容存档于2013-11-05）.
69. ↑  Jones, Lesley-Ann. . Hodder & Stoughton. 2011-10-13: 212  [2013-04-09]. ISBN 978-1-4447-3370-9.
70. ↑  . The People, accessed via HighBeam Research. 1996-05-26  [2013-04-09]. （原始内容存档于2013-11-05）.
71. ↑  Ressner 1992.
72. ↑  Sky 1992，第163頁
73. ↑  Mercury, heavy metal and a jazz explosion （页面存档备份，存于） The Sydney Morning Herald. Retrieved 23 June 2011
74. ↑  Montreuxmusic – Freddie Mercury statue （页面存档备份，存于） EMI international. Retrieved 23 June 2011
75. ↑  Bishton 2004.
76. ↑  BBC: Entertainment: Mercury and Moore head millennium stamps （页面存档备份，存于） BBC News
77. ↑  . Collect GB Stamps.   [2011-01-09]. （原始内容存档于2015-04-10）.
78. ↑  . Ultimatequeen.co.uk.   [2011-01-09]. （原始内容存档于2010-02-23）.
79. ↑  . The Mail On Sunday.   [2011-02-06]. （原始内容存档于2014-10-07）.
80. ↑  Freddie Mercury Google doodle celebrates Queen singer's birthday （页面存档备份，存于） Daily Mirror. Retrieved 21 October 2011
81. ↑  Inc, Google. . Video.   [2011-09-05]. （原始内容存档于2021-11-25）.
82. ↑  "Guns N Roses Quoted Queen's Freddie Mercury at RRHOF Induction Speech" （页面存档备份，存于）. at Youtube. Retrieved 27 July 2012
83. ↑  Greene, Andy (23 April 2012). Steven Adler on Axl Rose: 'I'm Done With Him' （页面存档备份，存于）. Rolling Stone. Retrieved 27 July 2012
84. ↑  "Olympics closing ceremony: A long goodbye to the Games" （页面存档备份，存于）. BBC. Retrieved 29 August 2012
85. ↑  "Record TV audience for Olympics Closing ceremony" （页面存档备份，存于）. The Telegraph. Retrieved 29 August 2012
86. ↑  National AIDS Trust 2006
87. ↑  Stothard 1992
88. ↑  Freddie Mercury Tribute （页面存档备份，存于） The Times. Retrieved 27 August 2011
89. ↑  ABC Television 2007

## 外部連結
维基共享资源上的相關多媒體資源：弗雷迪·默丘里